# Baia di Moloaa
La baia di Moloaʻa è una piccola insenatura della costa nord-orientale dell'isola di Kauai nell'arcipelago delle Hawaii.
Le misurazioni avvenute nella baia hanno rivelato che le onde dello tsunami causato dal terremoto delle isole Aleutine del 1 aprile 1946 sono state tra le più alte tra quelle misurate sull'isola di Kauai; la loro ampiezza  raggiunse infatti gli 11,5 metri.